# 天水圍運動場

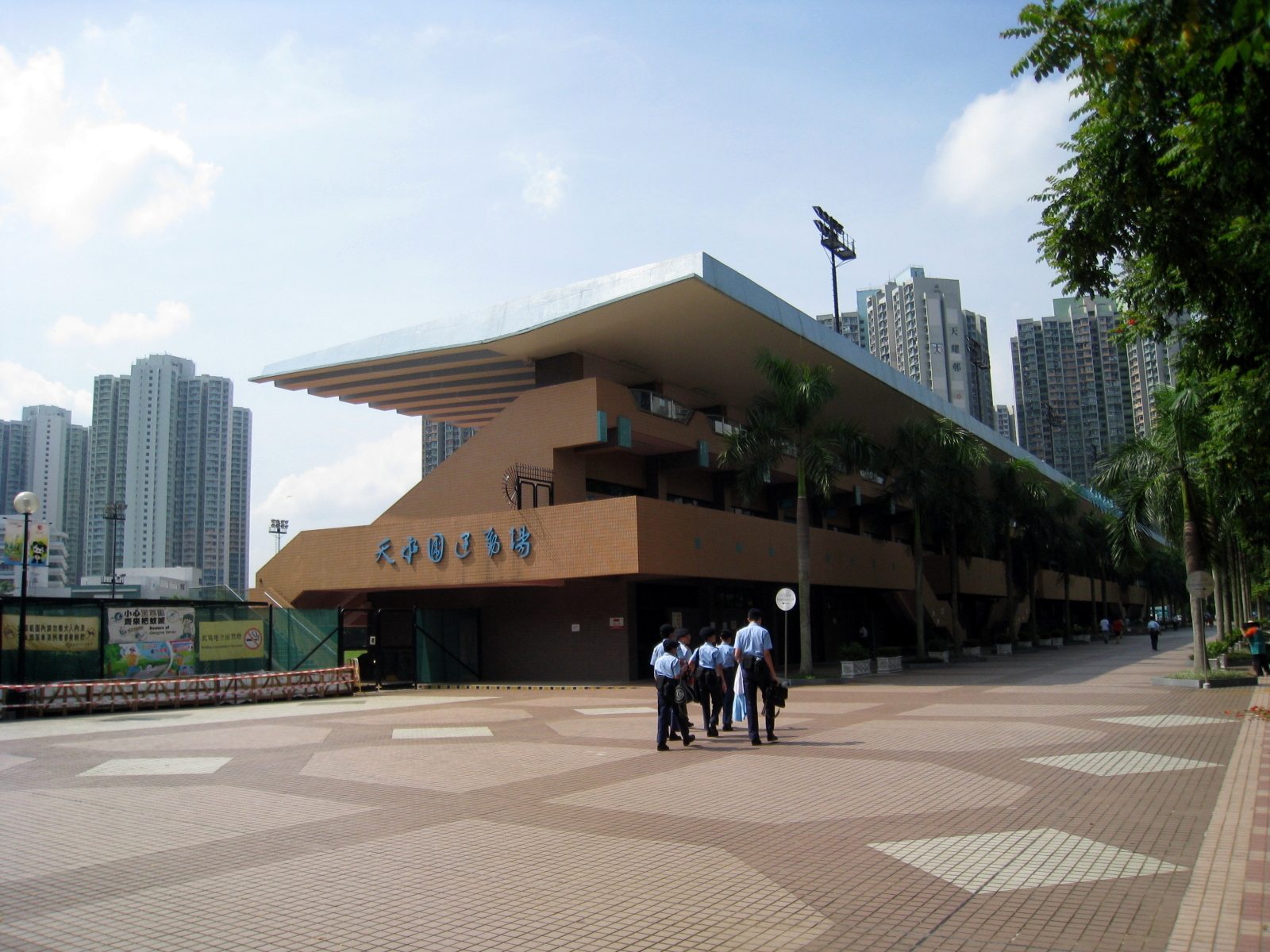
天水圍運動場看台

天水圍運動場是香港一座多用途運動場，位於新界元朗區天瑞路2號，仳鄰天水圍公園。於1994年9月24日正式啟用，由時任區域市政局主席張人龍主持啟用禮。天水圍運動場是康樂及文化事務署在天水圍新市鎮提供的主要康樂設施，使用率達到100%。

## 設施
設有有蓋看台、一個草地球場和一條400米長跑道。

## 活動
天水圍運動場是元朗區體育會除元朗大球場外的主要活動舉行地點，包括元朗區足球比賽、元朗區田徑運動大會及元朗區門球公開賽等。同時亦為鄰近學校甚至屯門區學校舉行陸運會的場地。
亞洲遊戲展2007於12月9日在天水圍運動場舉辦高清數碼大使招聘日，並且即場進行面試，提供150個包括維持秩序、售票及遊戲操作示範等職位。2007年12月29日，香港藝人汪明荃聯袂古天農等好友發起「文化關懷行動」，獲得無綫電視贊助70萬港元的製作費用，於天水圍運動場舉行一場汪明荃天水圍演唱會，免費招待4,500名天水圍居民欣賞。2007年除夕亞洲電視於「天水圍運動場」舉行「除夕倒數嘉年華」。

## 緩步跑時間
每日06:30-08:00、18:00-22:00（逢星期二為保養日）